# グナエウス・アウフィディウス・オレステス
グナエウス・アウフィディウス・オレステス（ラテン語: Gnaeus Aufidius Orestes、紀元前117年ごろ - 没年不明）は紀元前1世紀初期・中期の共和政ローマの政治家。紀元前71年に執政官（コンスル）を務めた。

## 出自
オレステスは有力なプレブス（平民）であるアウレリウス氏族に生まれた。おそらく実父は紀元前103年の執政官ルキウス・アウレリウス・オレステスで、紀元前126年の執政官ルキウス・アウレリウス・オレステスは大叔父にあたる。オレステスは紀元前107年にプラエトル（法務官）を務めたグナエウス・アウフィディウスの養子となるが、養父グナエウスはその時点でかなりの高齢であった。
アウフィディウス氏族は古い氏族であり、紀元前6世紀の終わりの記録にその名前が見える。しかし、高位官職者は出ていなかった。ローマの伝統的な命名習慣に基づけば、アウレリウス氏族からアウフィディウス氏族に養子に入ったオレステスのフルネームは、グナエウス・アウフィディウス・アウレリアヌスとなる。しかし、グナエウス・アウフィディウス・オレステスと名乗った。おそらく他のアウレリウス氏族と区別するため、氏族名ではなくコグノーメン（家族名）を使ったのであろう。

## 経歴
その後のクルスス・ホノルム（名誉のコース）から逆算して、オレステスの生誕年は紀元前117年ごろと推定される。政治家へに道の最初のステップとして、護民官に立候補したが落選した（時期は不明）。とはいえ、政治家としてのキャリアは続き、紀元前77年にプラエトル（法務官）に就任した。法務官の中でも最も位が高いとされるプラエトル・ウルバヌス（首都担当法務官）を務めている。法務官としての活動に関しては、一つだけ知られている。オレステスはネウィウス・スルディニウスという人物が、キュベレーの神官であるゲヌキウスに財産を譲渡することを認めた。しかし、この決定は執政官によって取り消された。ゲヌキウスは宦官であるため、男でも女でもないとされたためであった。
紀元前71年、オレステスは執政官に就任する。同僚執政官はパトリキ（貴族）のプブリウス・コルネリウス・レントゥルス・スラであった。丁度ローマは第三次奴隷戦争（スパルタクスの乱）の最中であったが、オレステスはこれには関与していない。戦争の指揮はクラッススとポンペイウス がプロコンスル（執政官代理）として執った。歴代執政官およびケンソル（監察官）を記録したカピトリヌスのファスティの紀元前72年から紀元前61年の部分は欠落しており、オレステスが執政官であったことは、後のいくつかの資料で言及されているが、執政官任期完了後の記録は一切ない。
キケロは、オレステスがローマの街頭で人々への食料の無料配布を組織することによって「偉大な名誉」を得たと述べているが、いつの事かは分からない。

## 参考資料

### 古代の資料
- ウァレリウス・マクシムス『有名言行録』
- マルクス・トゥッリウス・キケロ『家庭について』
- マルクス・トゥッリウス・キケロ『義務について』
- マルクス・トゥッリウス・キケロ『プランキウス弁護』

### 研究書
- Broughton R. Magistrates of the Roman Republic. - New York, 1952. - Vol. II. - P. 558.
- Klebs E. Aufidius // Paulys Realencyclopädie der classischen Altertumswissenschaft . - 1896. - Bd. II, 2. - Kol. 2288.
- Klebs E. Aufidius 32 // Paulys Realencyclopädie der classischen Altertumswissenschaft . - 1896. - Bd. II, 2. - Kol. 2295-2296.
- Shackleton B. Adoptive Nomenclature in the Late Roman Republic . Date of treatment: July 10, 2018.
- Sumner G. Orators in Cicero's Brutus: prosopography and chronology. - Toronto: University of Toronto Press, 1973 .-- 197 p. - ISBN 9780802052810 .